# Ленгенерланд

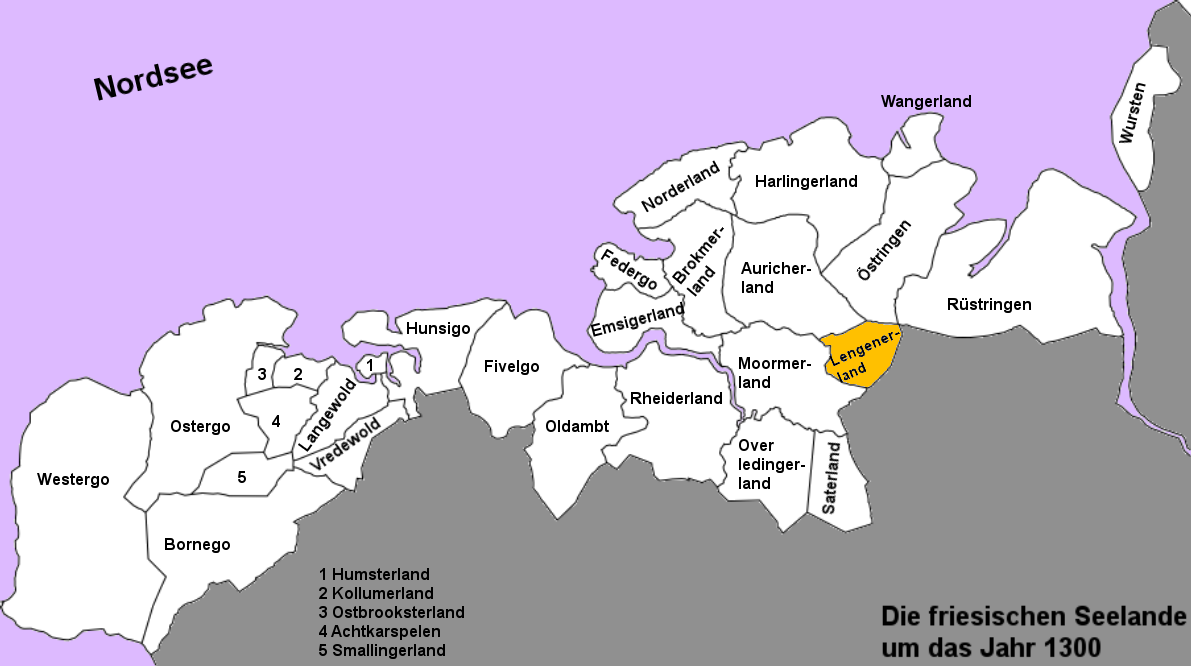
Ленгенерланд около 1300 года

Ленгенерланд — это историческая область в северо-восточном части нынешнего района Лер в Восточной Фризии. Наряду с Оверледингерландом, Мормерландом и Рейдерландом это одна из четырёх исторических областей района на материке, символом которых является четырёхлистный клевер на гербе района. Название этой древней фризской земли отражено в названии сегодняшней коммуны Упленген.

## История
Как и другие земли в сегодняшнем районе Лер, Ленгенерланд возник из старого франкского Эмсгау. Впервые упоминается в документе 1398 года. Главным городом был Ремельс, который также был большим приходом. В Ленгенерланде имелись многочисленные укрепления, так как он находился на границе между фризскими областями и Ольденбургским Аммерландом, с которыми на протяжении столетий происходили частые конфликты. Остатки самого важного замка сегодня можно увидеть в Гроссандере. Кроме того, Ленгенерланд был довольно бесплодной песчаной территорией. Таким образом, с наступлением конца фризской свободы там не могло возникнуть централизованное управление. Лишь несколько местных хофтлингов заняли видное положение.
Только Фокко Укена, сын Амке из Ленгена, смог установить власть на юге Восточной Фризии как сторонник Кено II том Брока и объединил Ленгенерланд с прилегающими территориями. Впоследствии Укена успешно восстал против том Брока, но несколько лет спустя потерпел поражение от клана Кирксена. Договор от 1 августа 1435 года показывает, насколько глубоко семья Укена укоренилась в Ленгенерланде, где, помимо Оверледингерланда и Мормерланда, Ленгенерланд ещё раз обязался поддерживать Фокко Укена в войне. Этот договор утратил силу после смерти Укены в 1436 году.
Ленгенерланд изначально образовал независимый район Ленген. В бывшем владении семьи Укена Гамбург изначально имел влияние, но постепенно уступил его роду Кирксена. С 1464 года они стали графами Восточной Фрисландии. Офис в Ленгене был включен в офис Стикхаузена в 1535 году. В последующие годы Ленгенерланд разделил судьбу Восточной Фризии и восстановил свою независимость только во второй половине XX века как коммуна Упленген.